# كوبو (شركة)
راكوتن كوبو أو ببساطة «كوبو» هي شركة كندية متخصصة في بيع الكتب الإلكترونية والكتب المسموعة وقارئات الكتب الإلكترونية والحواسيب اللوحية ومن مقرها الرئيسي في تورنتو وهي شركة تابعة للمجموعة القابضة اليابانية «راكوتن» المعنية في  للتجارة الإلكترونية، واسم كوبو هو لفظ مقلوب من كلمة كتاب بالإنجليزية «book».